# Чужа біда
«Чужа біда» (рос. «Чужая беда») — радянський художній фільм-драма 1960 року, знятий режисером Яном Фрідом на кіностудії «Ленфільм».

## Сюжет
Щось не склалося у Федора Денисова (Михайло Кузнецов), голови благополучного колгоспу і вдома, і в загальному господарстві. А коли прислали нового секретаря парторганізації, він зовсім розлютився і пішов до коханки Олександри (Дзідра Рітенберга). Але за колгосп продовжував переживати і тому завжди чекав через неї звісток — як там вони без нього? І розумів, що за ним ніхто не прийде. Але одного разу в колгоспі сталося нещастя, його покликали і Олександра не змогла його втримати…

## У ролях
- Михайло Кузнецов — Федір Денисов
- Дзідра Рітенберга — Олександра
- Лілія Гриценко — Пелагея, дружина Денисова
- Віктор Хохряков — Табаков
- Аркадій Трусов — Єлесичев
- Пантелеймон Кримов — Раздобрєєв
- Людмила Глазова — Табакова
- Тамара Тимофєєва — Єлесичева
- Галина Демидова — епізод
- Микола Волков — епізод
- Павло Кашлаков — Степан
- Ю. Шишкін — Паша
- Олександр Суснін — шофер
- Катерина Боровська — Бузикіна
- Микола Гаврилов — Крутілін, районний редактор
- Степан Крилов — колгоспник
- Володимир Мар'єв — епізод
- Георгій Сатіні — постачальник
- Жанна Сухопольська — буфетниця
- Віктор Чайников — Книш, рахівник
- Микола Мельников — Міша
- Володимир Борискин — епізод
- Любов Малиновська — епізод
- Геннадій Мічурін — епізод
- Костянтин Злобін — епізод
- Людмила Чупиро — Таня
- Анатолій Абрамов — батько Миколи Маслова
- Валентина Пугачова — секретарка
- Володимир Чобур — епізод
- Аріадна Кузнецова — епізод
- Олексій Коротюков — Микола Маслов
- Олексій Ян — Ануфрієв

## Знімальна група
- Режисер — Ян Фрід
- Сценарист — Григорій Бакланов
- Оператор — Веніамін Левітін
- Композитор — Дмитро Толстой
- Художник — Микола Суворов